# Kitkajoki
La rivière Kitka (finnois : Kitkajoki ou Kitkanjoki) est un cours d'eau à Kuusamo dans la région d'Ostrobotnie du Nord en Finlande,,.

## Description

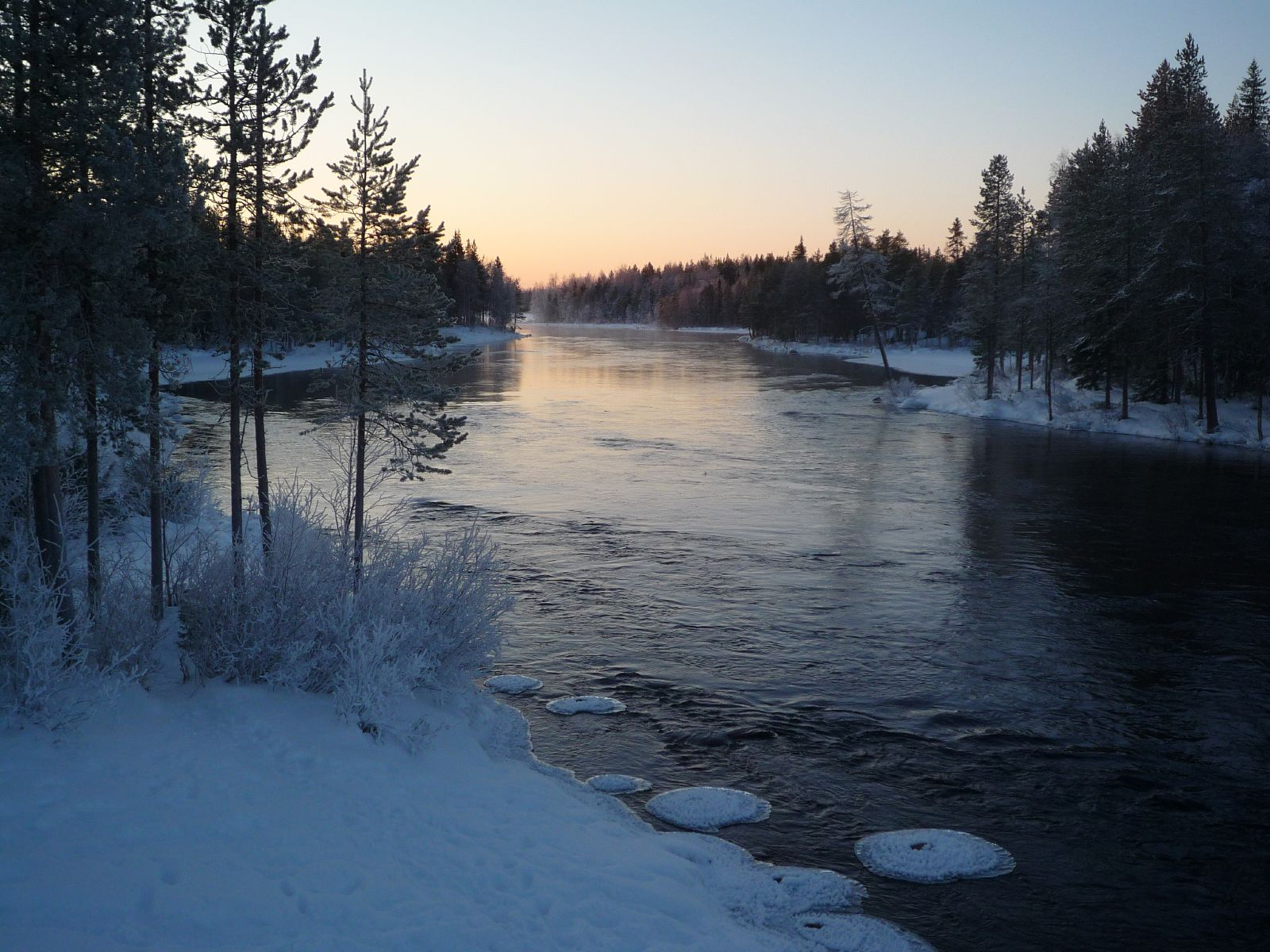
La rivière Kitkajoki.

La rivière draine le lac Kitkajärvi, elle quitte la partie Ala-Kitka par sa rive nord.
Elle s'écoule ensuite à travers un certain nombre de petits lacs vers l'est.
Elle traverse ensuite le parc national d'Oulanka avant de se jeter dans l'Oulankajoki quelques kilomètres avant la frontière russe.
Dans le parc national, la rivière a plusieurs rapides et cascades, dont Myllykoski et Jyrävä.